# يوكو إيشيباشي
يوكو إيشيباشي (باليابانية: 石橋優子؛ بالكانا: いしばし ゆうこ) هي مغنية يابانية، ولدت في 3 أبريل 1980 في طوكيو في اليابان.

## وصلات خارجية
- يوكو إيشيباشي على موقع ميوزك برينز (الإنجليزية)